# Tikhomírovka
Tikhomírovka (en rus: Тихомировка) és un poble (un khútor) del krai de Stàvropol, a Rússia, que en el cens del 2010 tenia 346 habitants. Pertany al districte rural de Zelenokumsk.